# John Stones
John Stones, född 28 maj 1994 i Barnsley, är en engelsk fotbollsspelare som spelar för Manchester City i Premier League och det engelska landslaget.

## Klubblagskarriär

### Barnsley
Stones började som sjuåring spela fotboll för moderklubben Barnsley FC där han gick igenom klubbens ungdomslag till debut i A-laget. Han gjorde sin A-lags debut den 17 mars 2012 när Barnsley möte Reading på Oakwell. Stones bytes in i den 52:a matchminuten då han ersatte Scott Wiseman. Barnsley förlorade sedan Championship-matchen med 4–0. Stones gjorde sitt första och enda mål för Barnsley i en Ligacup-match mot Rochdale den 11 augusti 2012 som slutade i en 4–3-seger. En vecka senare gjorde han sin första ligastart när Barnsley slog Middlesbrough med 1–0.

### Everton
Stones skrev den 31 januari 2013 på ett fem-och-ett-halv-års kontrakt Premier League-klubben Everton FC, övergången ska ha kostat Everton runt 3 miljoner euro, vilket motsvarar ungefär lite mer än 30 miljoner kronor.
Stones gjorde sin debut för Everton den 28 augusti 2013 i en Ligacup-match mot Stevenage, en match som Everton vann med 2–1 på Goodison Park. Han gjorde sin liga debut hemma mot Chelsea den 14 september 2013 när han bytes in mot Steven Naismith, en match som Everton vann med 1–0. Stones gjorde sin första Premier League-start den 1 januari 2014 när Everton spelade lika (1–1) mot Stoke City på Britannia Stadium. 
Den 7 augusti 2014 skrev Stones på ett nytt femårskontrakt med Everton vilken skulle göra honom knuten till klubben fram till 2019. I en match mot Manchester United den 5 oktober 2014 skadade Stones vristen vilken gjorde att han blev borta upp mot 10 till 14 veckor. Trots skadan så blev Stones nominerade till Golden Boy 2014-utmärkelsen tillsammans med Everton-kantspelaren Gerard Deulofeu och andra Engelska landslagsmännen Calum Chambers, Luke Shaw och Raheem Sterling. Sterling blev sedan spelaren som kamma hem priset.
Stones blev utvisad i en Europa League-match mot Young Boys den 19 februari 2015 efter att han fält Guillaume Hoarau i straffområdet, som då ledde till att Young Boys fick straff. Young Boys missade dock straffen och Everton kunde sedan vinna matchen med behagliga 4–1. 
Stones gjorde sitt första mål för Everton i en 3–0-hemmavinst mot Manchester United den 16 april 2015. Stones gjorde matchens andra mål då han nickade in bollen.
I juli och augusti 2015 hade Stones enligt uppgifter fått tre bud på sig från Londonklubben Chelsea - på 20 miljoner, 26 miljoner och 30 miljoner kronor - som alla avvisades av Everton. Stones rapporterades ha lämnat in en begäran om att lämna Everton, men detta avslogs även det av klubben.

### Manchester City
Den 9 augusti 2016 slutförde Manchester City och Everton slutförhandlingarna angående Stones. Övergångssumman som Manchester City ska ha betalt Everton ska vara runt 532 miljoner kronor med en potential med ytterligare 2,5 miljoner kronor. Det gjorde honom till den världens näst dyraste försvarare i historien, efter David Luiz. Kontraktet mellan Manchester City och Stones var ett sexårskontrakt, vilket gjorde honom knuten till klubben fram till 2022.
Stones gjorde sin debut för City endast fyra dagar efter övergången blev klar då laget inledde säsongen med en 2–1-vinst hemma på Etihad Stadium mot Sunderland. Han gjorde sitt första mål för klubben den 6 januari 2017 när han nickade in det sista målet i en 5–0-vinst över West Ham på London Stadium i fjärde rundan av FA-cupen. Han gjorde sitt första Champions League-mål den 21 februari 2017 i en 5–3-vinst mot Monaco.
Stones blev tvåmålsskytt den 13 september 2017 i en Champions League-match mot Feyenoord som City vann med 4–0. Han gjorde även ett nickmål den 1 november 2017 när City besegrade Napoli i gruppspelet, vinsten innebar att City gick vidare till 16 delsfinalerna med två matcher till att spela. Det var även under denna match som lagkamraten Sergio Agüero skrev in sig som Manchester Citys meste målgörare genom tiderna med sitt 178:e mål. Sjutton dagar senare drog Stones på sig en hamstringsskada efter halvtimmen spelade mot Leicester City på King Power Stadium. Skadan gjorde att Stones blev utan spel i sex veckor. Stones drabbades av en annan skada i mars 2018 medan han var och spelade för Englands landslag. 
I april 2018 ryktades det om att City ville sälja Stones, vilket då tränaren Pep Guardiola gick ut i pressen och förnekade.
Under en träning i september 2019 drabbades Stones av en muskelskada.
Den 6 januari 2021 gjorde Stones öppningsmålet i en 2–0-vinst över ärkerivalen Manchester United på Old Trafford i semi-finalen i Liga cupen. Han blev efter derbyvinsten utsedd till "Matchens Lirare" och laget kvalificerade sig därmed till finalen. Endast en dag senare utsågs Stones till månadens spelare i City.
Den 17 januari 2021 gjorde Stones sitt första och andra Premier League-mål för City när laget slog Crystal Palace med 4–0 hemma på Etihad Stadium. Den 10 augusti 2021 skrev Stones på ett nytt femårskontrakt med Manchester City.
Under säsongen 2022–23 omvandlades Stones från mittback till defensiv mittfältare och hade stor framgång i sin nya position. Den 14 mars 2023 fick Stones stor beröm för sin insats i 7–0-segern mot RB Leipzig. Den 17 maj 2023 var Stones en framstående spelare när Manchester City besegrade Real Madrid med 4–0 på Etihad Stadium i andra matchen av semifinalerna i UEFA Champions League 2022–23. Jamie Jackson från The Guardian beskrev honom som i "Franz Beckenbauer-läge". Manchester City kröntes till Premier League-mästare igen under säsongen 2022–23. Den 3 juni vann Stones FA-cupfinalen mot Manchester United. Den 10 juni 2023 var Stones med i startelvan i UEFA Champions League-finalen 2023 mot Inter Milan i Istanbul, där City vann med 1–0 och tog hem sin första Europacup. Stones fick stort beröm för sin insats i finalen och utsågs till matchens bästa spelare av Manchester Evening News och av användare på BBC Sport. Han valdes in i UEFA Champions League-turneringens lag för säsongen 2022–23. Stones erkändes av analytiker som en av de mest inflytelserika bidragsgivarna till Manchester Citys kontinentala trippel. Han utsågs också till Premier League PFA Team of the Year för sina prestationer.

## Meriter

### Manchester City
- Premier League: 2017/18, 2018/19, 2020/21, 2021/22, 2022/23, 2023/24 (6)
- UEFA Champions League: 2022/23 (1)
- FA-cupen: 2018/19, 2022/23 (2)
- Ligacupen: 2017/18, 2018/19, 2019/20, 2020/21 (4)
- FA Community Shield: 2018, 2019 (2)
- UEFA Super Cup: 2023 (1)
- Världsmästerskapet i fotboll för klubblag: 2023 (1)

Totalt: 17

### England
- Uefa Nations League tredje plats: 2018/19

### Individuellt
- Everton Young Player of the Season: 2014/15